# Sonate pour violon et piano no 2 de Schumann
Pour les articles homonymes, voir Sonate pour violon et piano.

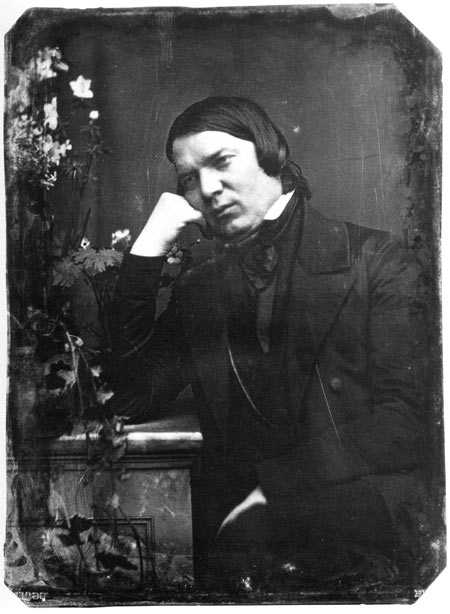
Robert Schumann

La Sonate pour violon et piano no 2 « deuxième grande sonate » opus 121 est une œuvre de musique de chambre de Robert Schumann. Composée en octobre et novembre 1851 et dédiée au violoniste Ferdinand David, elle est créée le 29 octobre 1853 à Düsseldorf par Clara Schumann au piano et Joseph Joachim au violon.

## Structure
1. Ziemlich langsam « assez lent » (en ré mineur, à 
), Lebhaft « vif » (en ré mineur, à )
2. Sehr lebhaft « très animé » (en si mineur, à 
)
3. Leise, einfach « doucement, simplement » (en sol majeur, à 
)
4. Bewegt « mouvementé »  (en ré mineur, à )

La durée d'exécution est d'environ vingt six minutes.

## Discographie
- Sonates pour violon et piano de Schumann, Gidon Kremer, Martha Argerich DG
- Sonates pour violon et piano de Schumann, Raphaël Oleg, Yves Rault, Harmonia Mundi